# Dittrich-Mausoleum

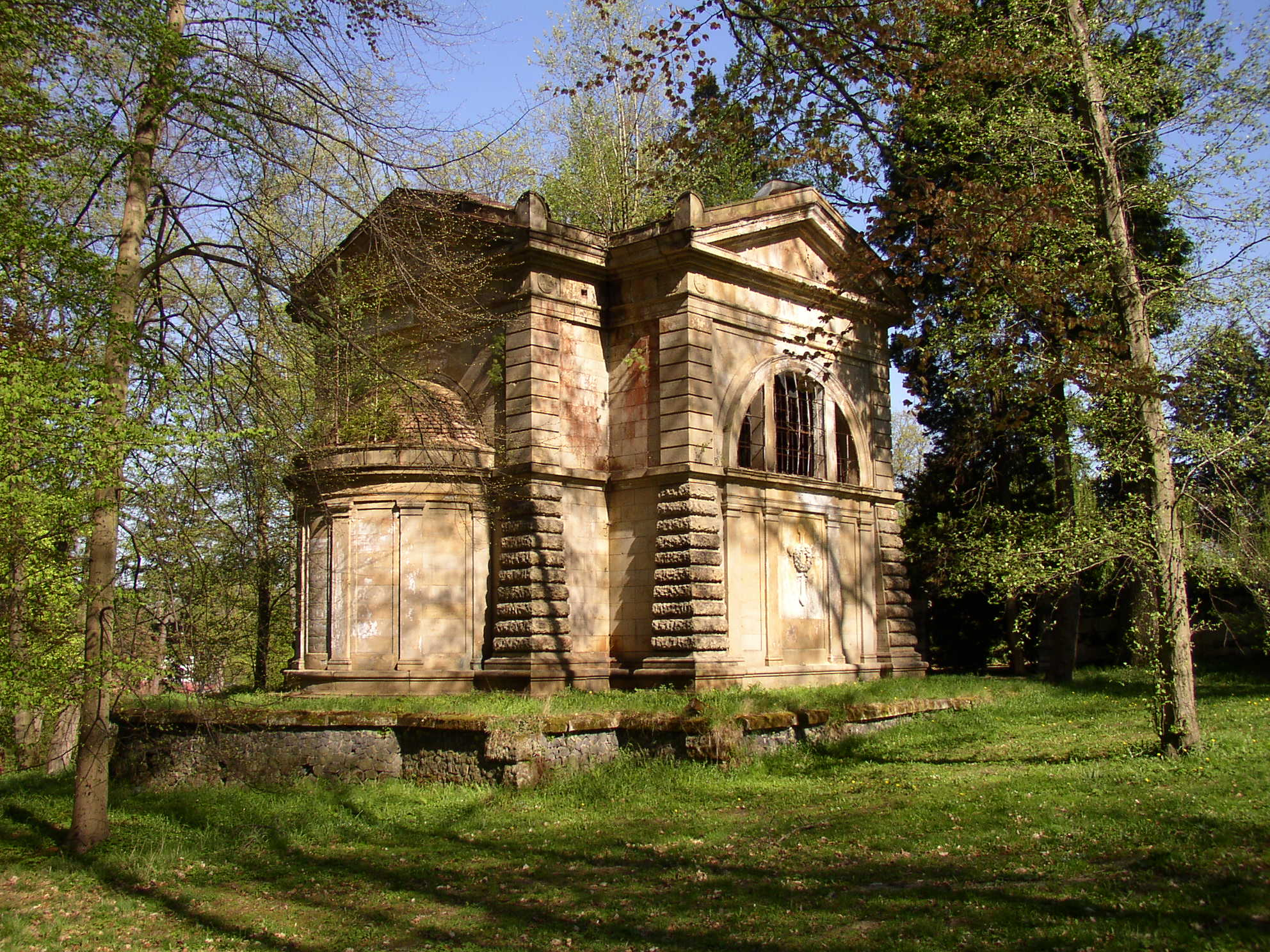
Dittrichsche Grabkapelle auf dem Friedhof in Schönlinde

Das Dittrich-Mausoleum (auch Grabkapelle der Familie Dittrich bzw. Dittrichsche Grabkapelle) (tschech. Dittrichova hrobka) ist ein Bauwerk auf dem Friedhof in Krásná Lípa (Schönlinde), das 1888/1889 nach einem Entwurf des Architekten Julius Carl Raschdorff (1823–1914) im Neorenaissance-Stil errichtet wurde. Das künstlerische Gesamtkonzept stammt vom Maler August Frind (1852–1924). Seit 2006 steht die Grabanlage unter Denkmalschutz.

## Geschichte

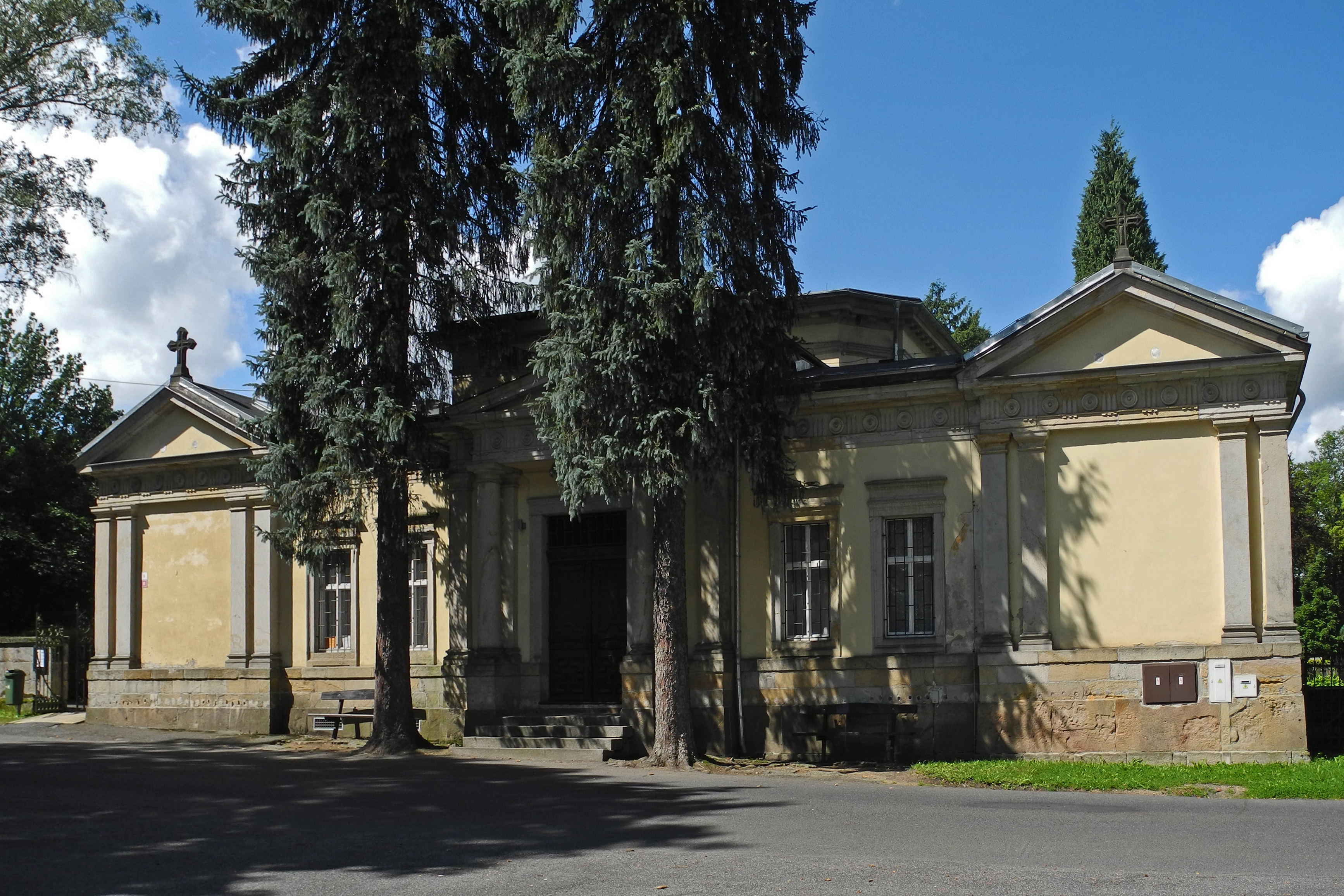
Neoklassizistische Friedhofskapelle auf dem Friedhof

In den 1880er Jahren wurde an der Bezirksstraße nach Daubitz (Doubice) – der heutigen Dittrichova-Straße – ein neuer Friedhof für die Stadt Schönlinde angelegt. Das Gelände wurde vom Textilfabrikanten Carl August Dittrich, Besitzer der ehemaligen Textilfabrik Hielle & Dittrich, gestiftet. Der Friedhof wurde im Oktober 1882 eingeweiht.
Nach dem Tod von Carl August Dittrich beauftragte dessen Sohn Carl August Dittrich jr. (1853–1918) den Berliner Architekten Julius Carl Raschdorff und den Schönlinder Künstler August Frind mit dem Bau eines Mausoleums, das 1888/1889 am südlichen Ende der Hauptachse außerhalb des Friedhofs als Backsteingebäude, verkleidet mit Cottaer Sandstein, errichtet wurde.
Die Grabkapelle ist Raschdorffs einziges Gebäude in der Tschechischen Republik. Er entwarf sie zeitgleich mit dem Kaiser-Friedrich-Mausoleum in Potsdam.
Im Mausoleum wurden neben dem Sarkophag für Carl August Dittrich (* 30. September 1819 in Leipzig; † 11. Januar 1886 in Schönlinde)
weitere Familienmitglieder beigesetzt:
- der Schwiegersohn Eduard Hielle (* 18. Januar 1850 in Schönlinde; † 13. Juni 1895 in Schönlinde)
- die Ehefrau Theresia Elisabeth Dittrich, geb. May (* 4. September 1825 in Schönlinde; † 4. Dezember 1912 Schönlinde)
- die Tochter Elisabeth Theresia Hielle, geb. Dittrich (* 19. September 1850 Schönlinde; † 7. Dezember 1914 in Dresden)
- die Tochter Johanna Emilie Theresia Petersmann, geb. Dittrich (* 1859 in Schönlinde; † 23. März 1919 in Leipzig)
- der Sohn Carl August Dittrich jr. (* 3. Oktober 1853 in Schönlinde; † 17. April 1918 in Loschwitz) – Schmuckurne (vermutlich mit der Asche des Verstorbenen, nach 1921) und weitere nicht bekannte Angehörige.

Nach der Vertreibung der Deutschen aus der Tschechoslowakei wurde die Grabkapelle nicht mehr genutzt, sodass sie verfiel und dem Vandalismus ausgesetzt war. Nach der Klärung der Eigentumsverhältnisse ist jetzt die Stadt Krásná Lípa Eigentümer des Grundstücks auf dem die Grabkapelle steht; das Gebäude selbst gehört der Tschechischen Republik. Das Mausoleum wird gegenwärtig vom Verein Omnium z.s. Praha restauriert. Wegen der hohen Kosten gehen die Arbeiten nur langsam voran.
Nördlich der Grabkapelle befindet sich der Stadtfriedhof. Er enthält zahlreiche Grabstätten von Schönlinder Persönlichkeiten und eine neoklassizistische Friedhofskapelle. Östlich des Friedhofs stand die 1901 geweihte altkatholische Erlöserkirche, die zur Ruine verfallen war und 1971 abgerissen wurde. Südlich und westlich des Friedhofs befindet sich der Stadtpark mit Pavillons, Ruheplätzen und Teichen. Er wurde von 2004 bis 2006 revitalisiert. Nördlich vom Friedhof steht der Schönlinder Löwe, eine Löwenskulptur des Dresdner Bildhauers Clemens Grundig, errichtet im Jahr 1908 anlässlich des 60-jährigen Regierungsjubiläums von Kaiser Franz Joseph I. (1830–1916).

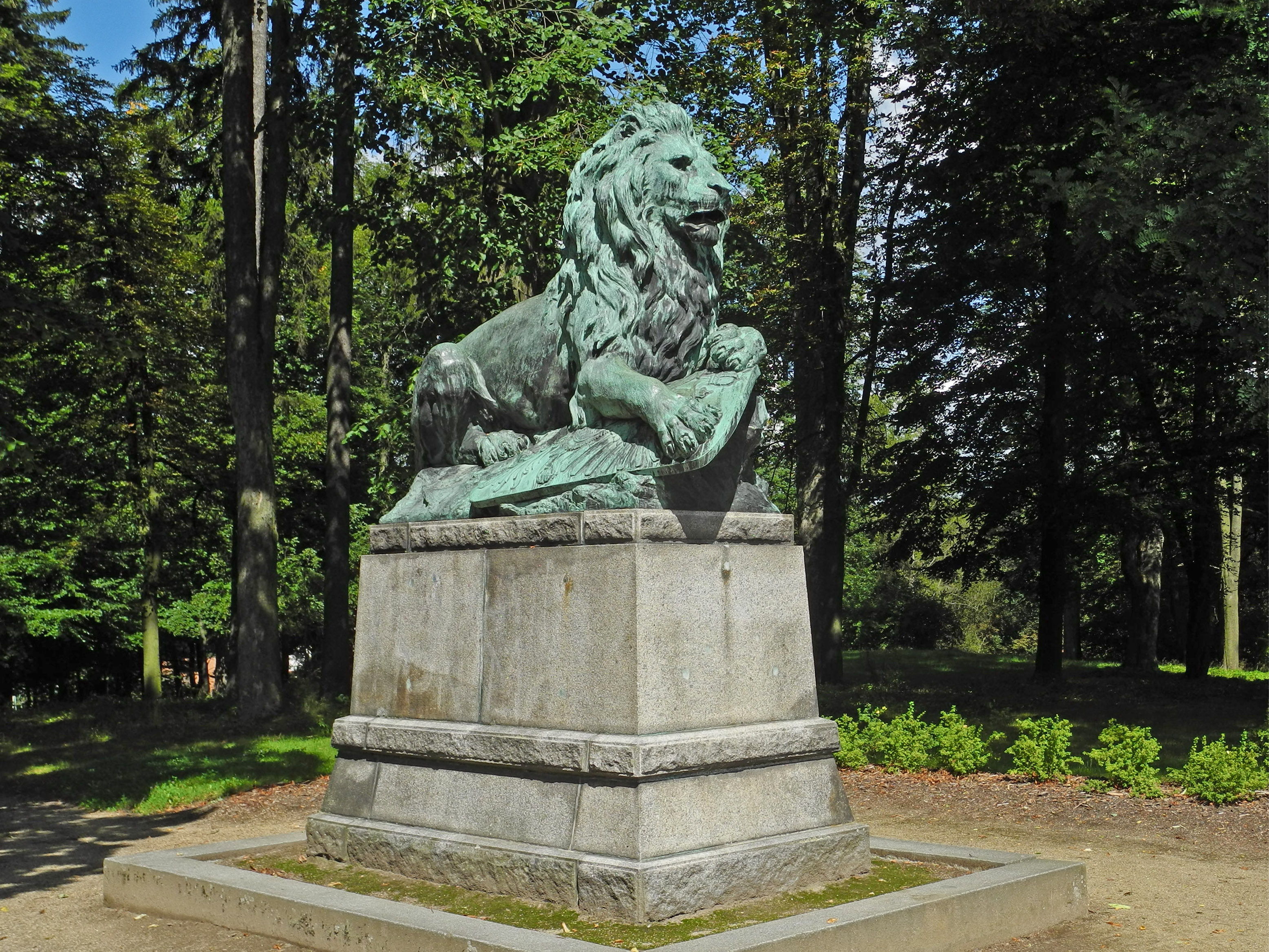
Löwenskulptur in Schönlinde (Krásná Lípa)

## Ausstattung

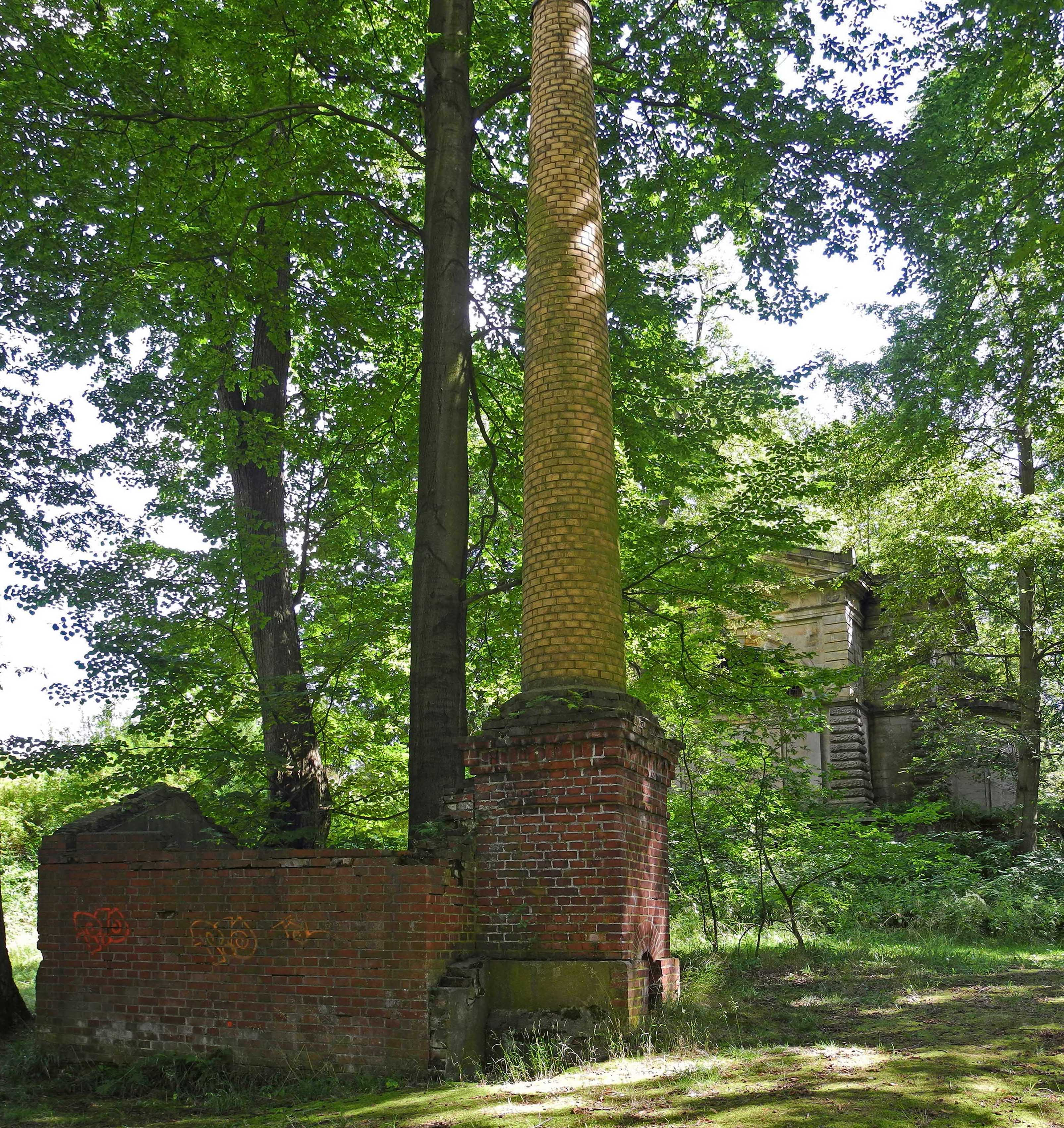
Ehemaliges Heizhaus für das Mausoleum

Die Grabkapelle befindet sich am südlichen Ende des Friedhofs, hat die Form eines griechischen Kreuzes und ist mit einer Apsis versehen. Im oberen Teil der Kapelle wurden sogenannte Seelenmessen für die Verstorbenen abgehalten. Die Besucher konnten von dort durch eine 3 m große Öffnung in die Krypta schauen, in der sich der Sarkophag des Carl August Dittrich, die Schmuckurne mit der Asche des Carl Dittrich jr. und weitere sieben Särge befanden.
Die Kapelle konnte mittels einer Heizungsanlage, deren Reste im Stadtpark etwa 25 Meter westlich von der Grabanlage zu sehen sind, beheizt werden. Die Heizkörper befanden sich in der Krypta und mittels eines Belüftungssystems strömte die warme Luft durch die Öffnung in den oberen Teil der Kapelle.
Über eine Steintreppe in der Apsis hinter dem Altar, deren Wände mit glasierten Ziegeln ausgekleidet sind, erreicht man im Untergeschoss die geräumige Krypta. Das Mausoleum wurde bereits kurz nach der Inbetriebnahme des Kraftwerks im Jahr 1894 (mit Gleichstrom) elektrifiziert. Danach wurden die Gewölbe der Krypta um 1895 mit goldfarbenen Mosaiken (etwa 200 Quadratmeter Mosaikfläche, davon 80 Prozent aus goldenen Tessera-Plättchen) versehen – ein Kulturdenkmal von europäischem Rang.
Nach dem Tod von Carl August Dittrich jr. († 1918) erfolgte zwischen 1918 und 1920 eine Restaurierung der Grabkapelle der Familie Dittrich durch die Dresdner Firma Lossow & Kühne. Auch die auf Herstellung und Verlegung von Mosaiken spezialisierte Berliner Firma Puhl & Wagner war daran beteiligt. Vermutlich wurden dabei Teile der alten Mosaiken erneuert oder weitere Flächen mit Mosaiken versehen, um die Aufstellung von Schmuckurne und Grabkreuz zu ermöglichen. In den Zwickeln sind vier Todesengel dargestellt, die die Toten ins Jenseits begleiten. Vor zwei Nischen, die mit blauen Mosaiken und Goldsternen versehen sind, stehen ein Grabkreuz und die Schmuckurne des Carl Dittrich jr. aus Marmor.
Die Gewölbewände bestehen aus goldenen Mosaiken und die Stirnwände aus hellen blauen Mosaiken mit Blumenmotiven, während der zentrale Teil von den goldenen Mosaiksteinen und den blauen Nischen dominiert wird. Im Gewölbe befinden sich blaue und weiße Darstellungen von Engeln. Die Beleuchtung erfolgte durch sechs elektrische Lampen und eine kreisförmige Öffnung im Gewölbe. Das markanteste Element in der Krypta ist der fünfzehn Tonnen schwere Sarkophag aus schwarz-grünem Nixdorfer Diabas bzw. Dolerit, gebrochen im Steinbruch von Johann Neumann in Niedernixdorf und hergestellt vom Schluckenauer Steinmetz Viktor Schleicher. Die ursprünglich in der Krypta aufgestellten Zinksärge sind zerstört.

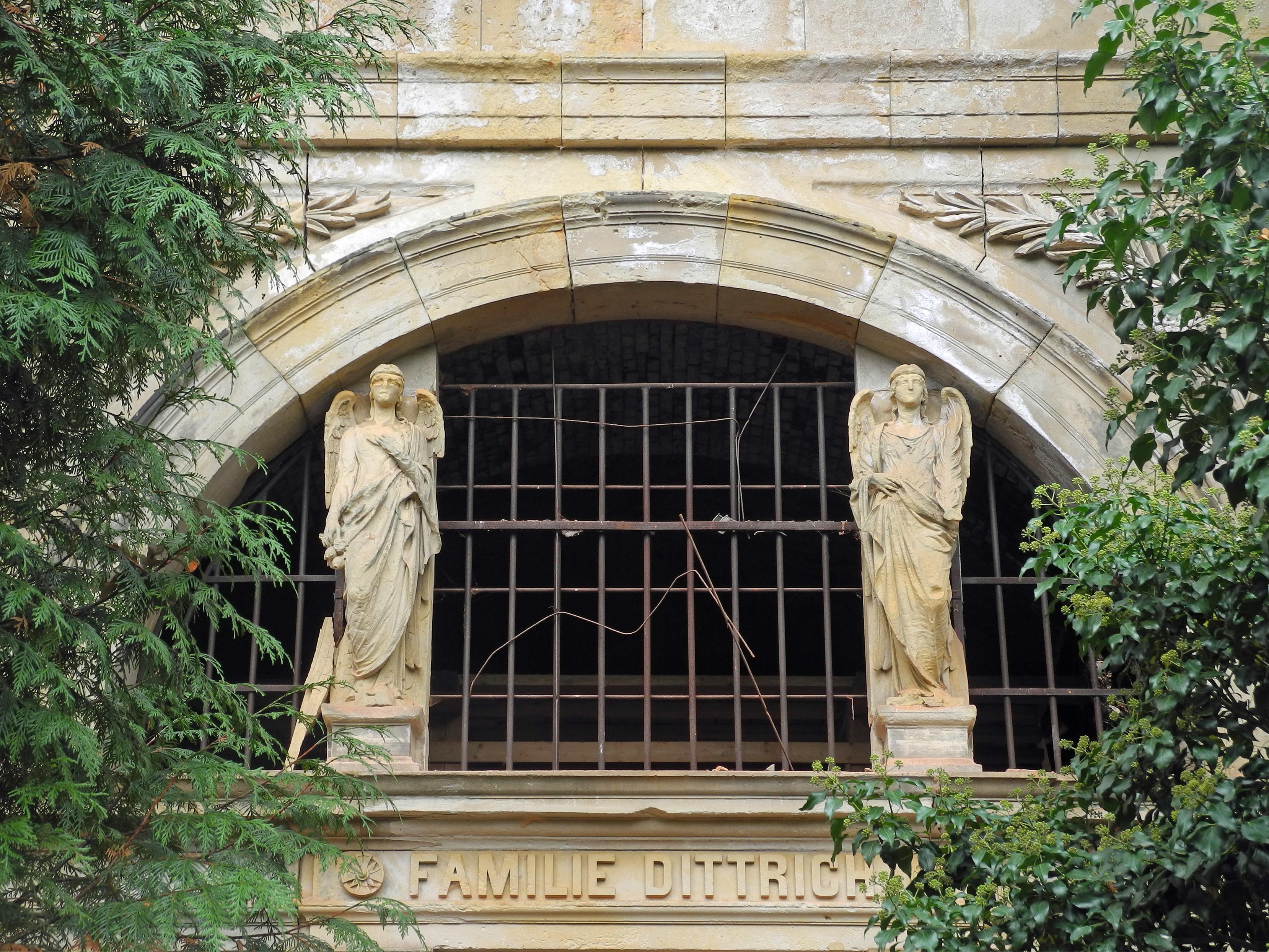
Zwei Engel oberhalb des Eingangsbereichs, von den Gebr. Schwarz

Die künstlerische Gestaltung des Mausoleums lag in den Händen des Künstlers August Frind, dem „Hausmaler“ der Familie Dittrich. Das ikonographische Programm der gesamten Ausmalung hat Frind in seinem Münchener Atelier entworfen.
Es handelt sich um die drei Wandbilder: „Der Gang durchs Leben“ (mit den zehn Stationen Kindheit, Aktivitäten im Elternhaus, Gang zur Schule, Verlassen des Elternhauses, Gründung eines eigenen Geschäfts, Verlobung, Hochzeit, Wohltätigkeit, Tod in der Familie und Totengedenken), die „Darstellung des Heiligen Grabes“ und die „Himmelfahrt Christi“ sowie die drei Deckenmedaillons „Rosenkranz“, die „Heilige Dreifaltigkeit“ und die „Vier Evangelisten“. Die Ausmalung nach den Entwürfen von Frind erfolgte durch Andreas Wilhelm Schaberschul (1830–1903) und seine Dresdner Firma, die bereits in den 1870er Jahren fast alle dekorativen Malerarbeiten im zweiten Dresdner Hoftheater (Semperoper) ausgeführt hatte. Durch den Verfall der Kapelle nach 1945 sind die Wandbilder (bis auf Fragmente) verloren gegangen. Der Altar und die weiteren Einrichtungsgegenstände, wie Bänke, Betschemel, Gitter und Lampen sowie das Eingangstor wurden ebenfalls nach den Entwürfen von August Frind angefertigt.
Die bildhauerischen Arbeiten wurden von den Brüdern Anton Schwarz (1853–1905) und Adolf Schwarz (1855–1913) aus Dresden übernommen. Neben den Reliefs an den Wänden der Kapelle gehören dazu die beiden Statuen über dem Eingangsbereich: „Schlaf“ (Engel mit Mohnstengel) und „Frieden“ (Engel mit Palmzweig). Diese Werke sind erhalten geblieben.
Die Glasmalereien in den Fenstern, die aus der Glasmalereiwerkstatt Christian Wilhelm Anemüller in Dresden stammten, sind ebenfalls zerstört.

## Bildergalerie

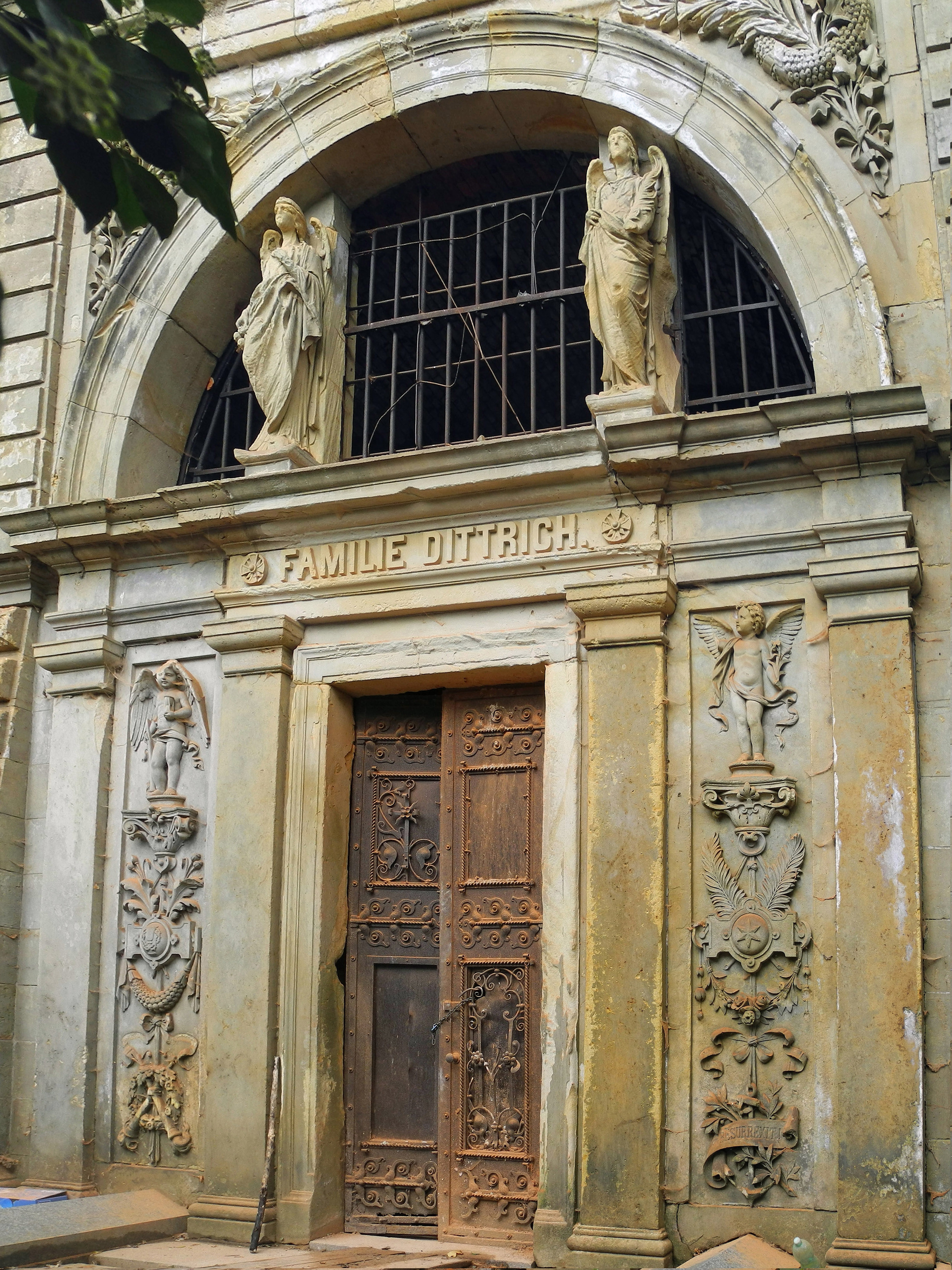
Eingangsportal zum Mausoleum
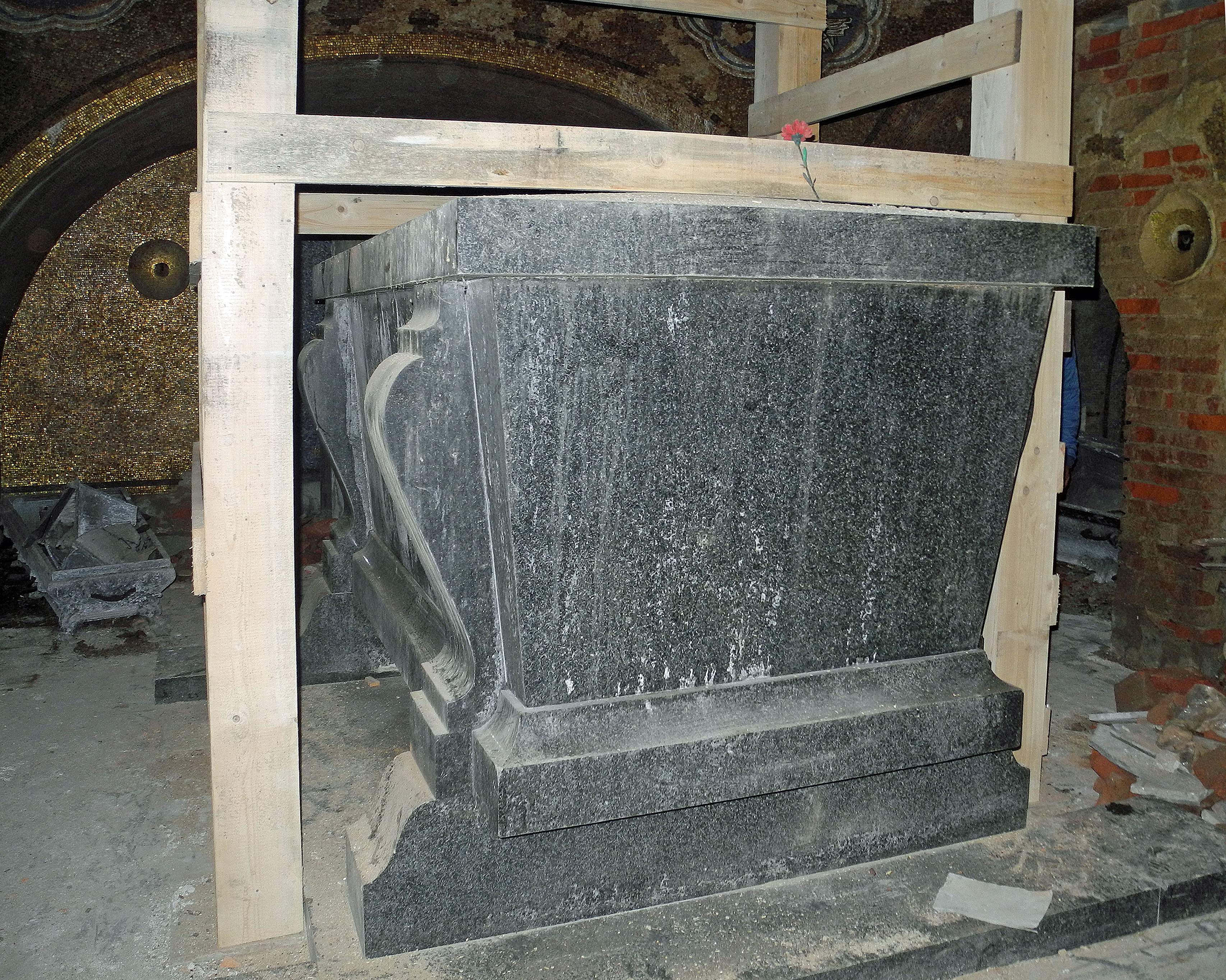
Sarkophag in der Krypta
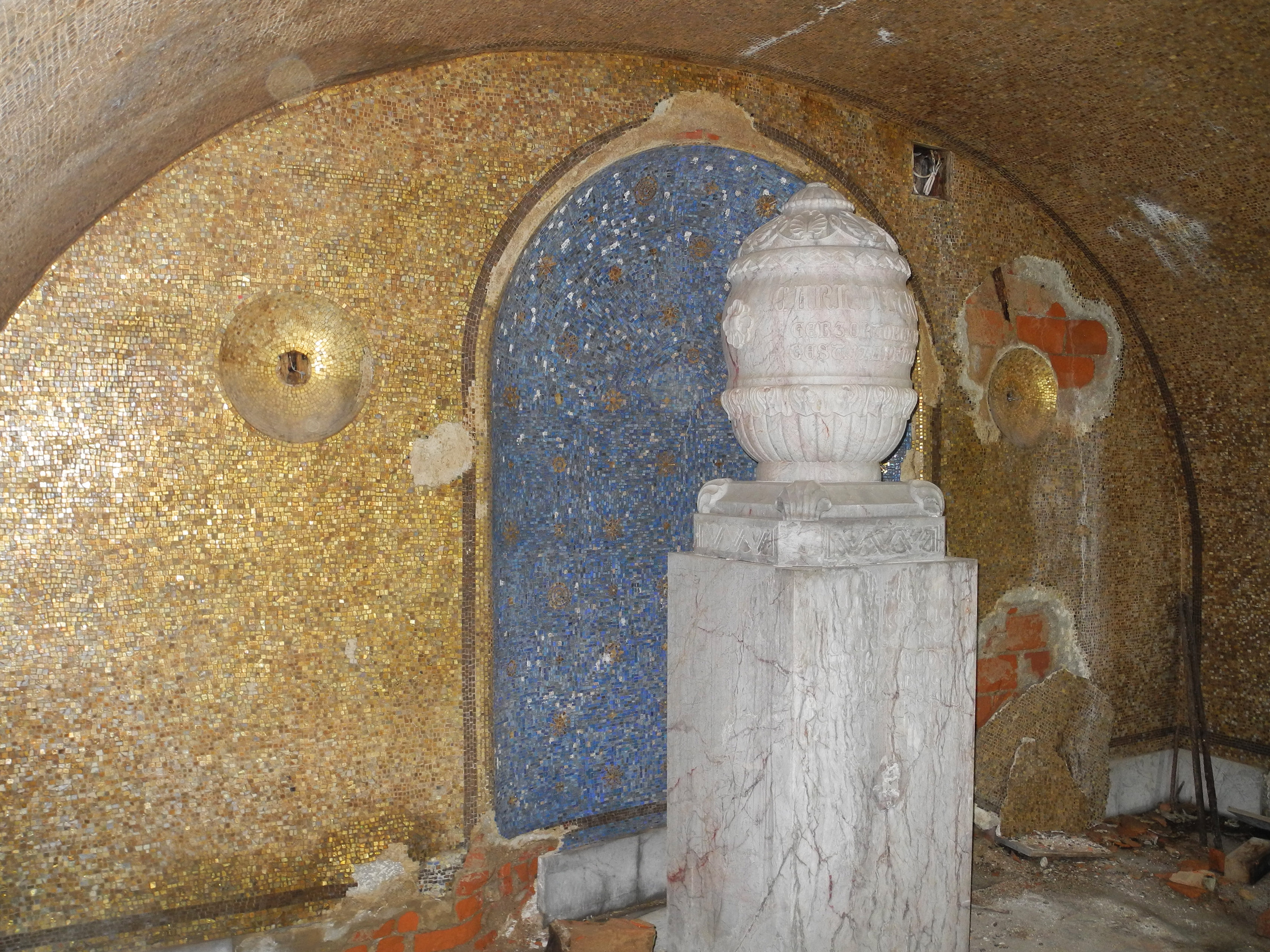
Schmuckurne in der Krypta
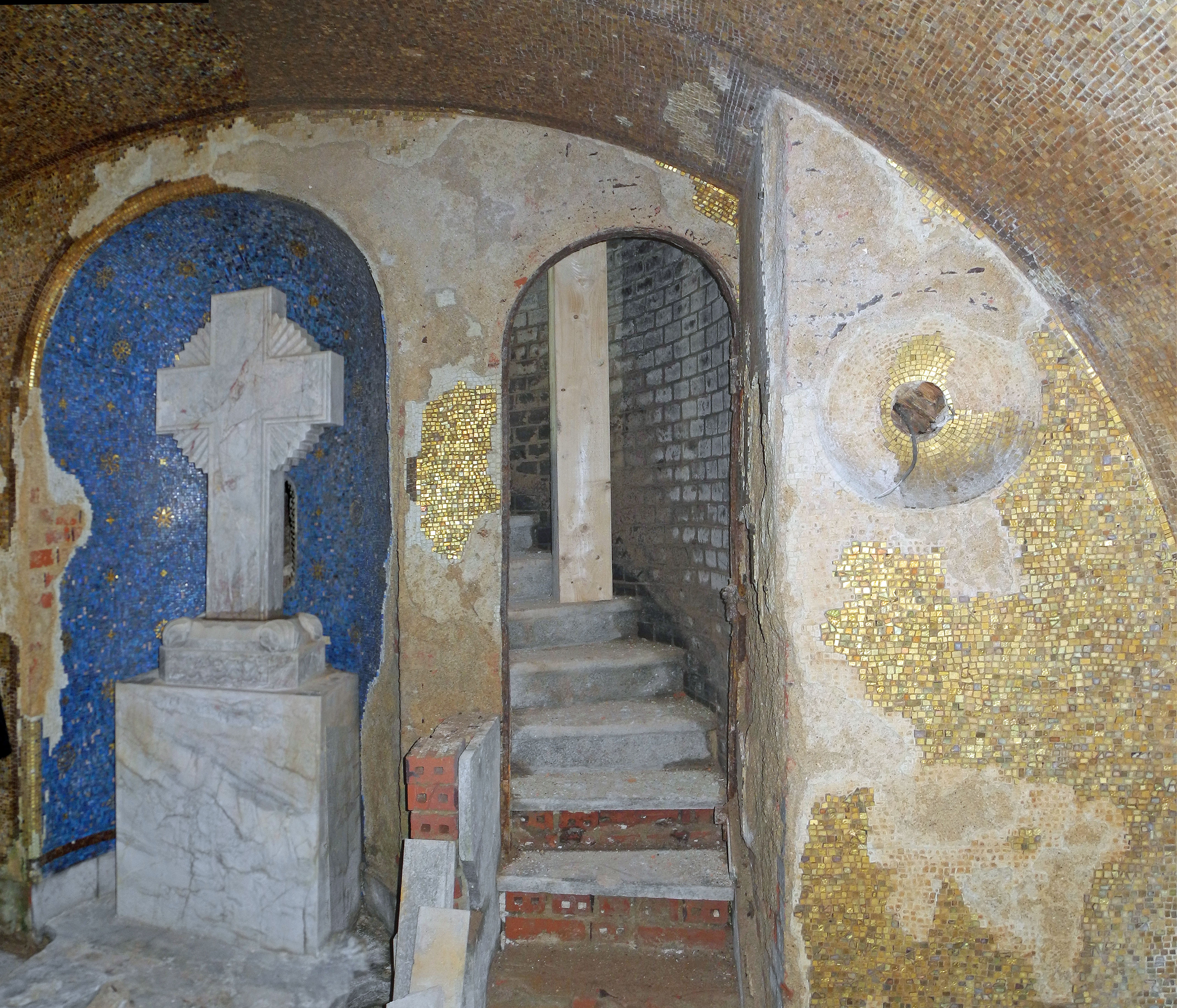
Grabkreuz in der Krypta
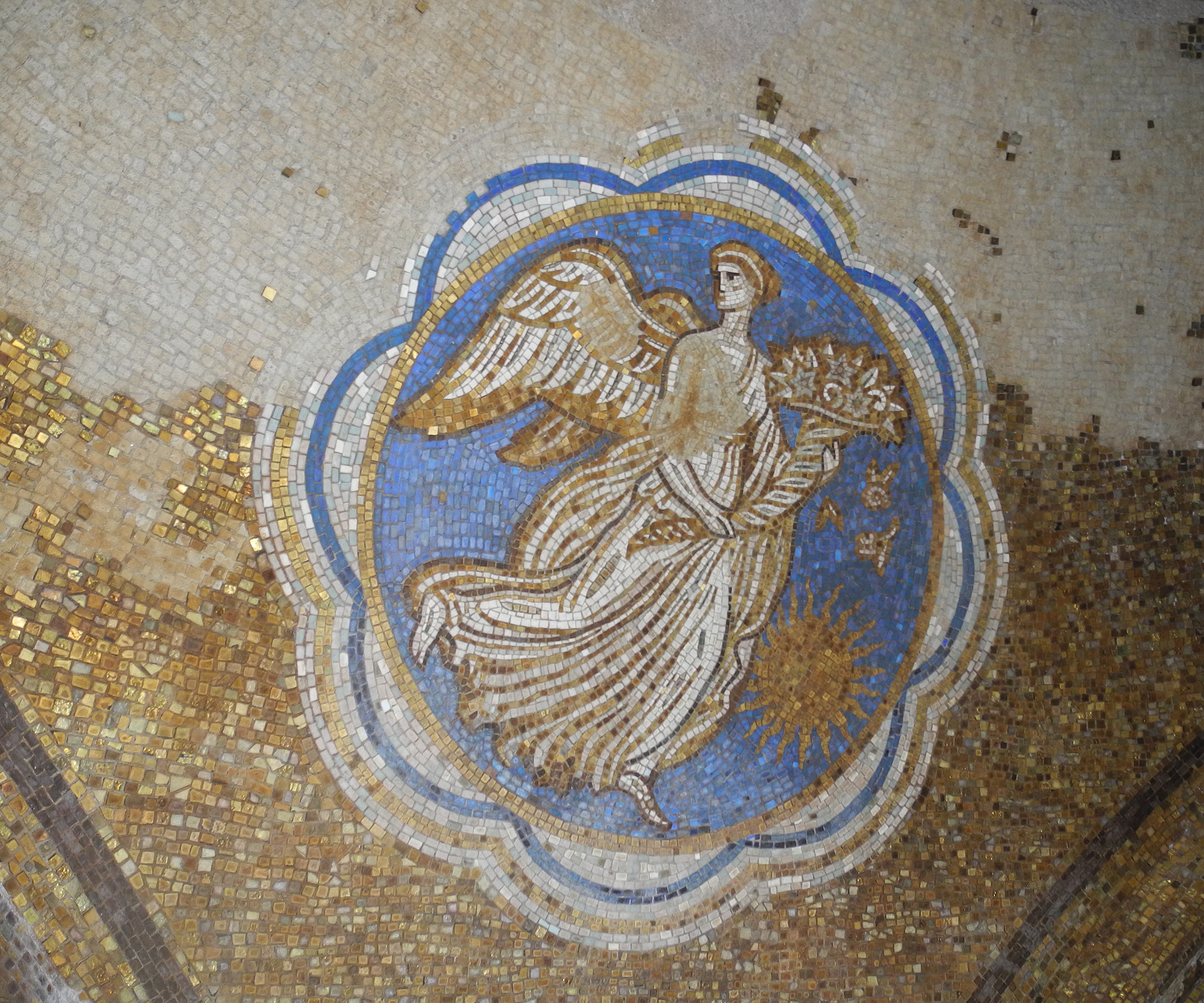
Todesengel in der Krypta
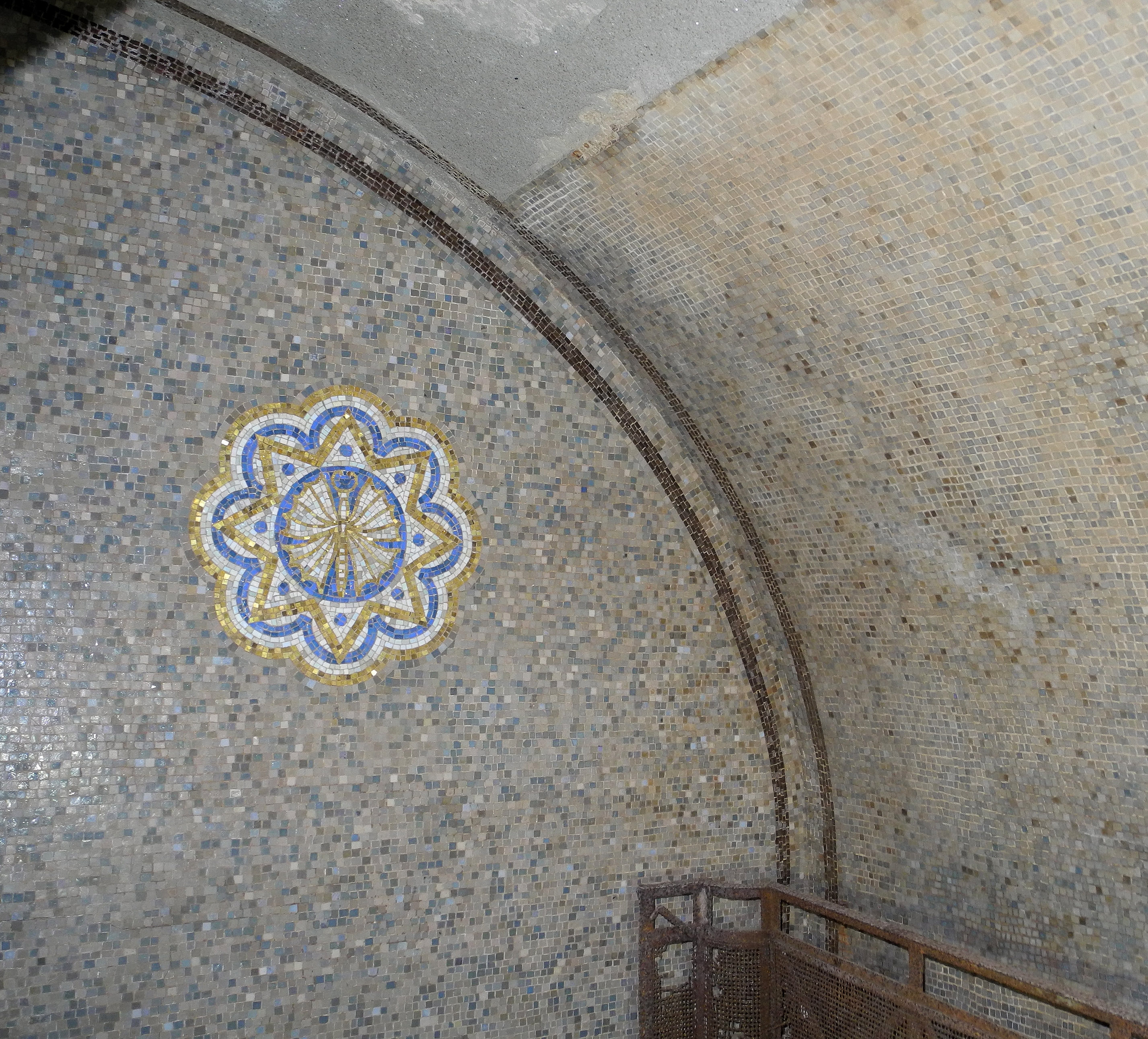
Blumen-Falter-Motiv in der Krypta